# Dziura nad Zachodem
Dziura nad Zachodem – jaskinia, a właściwie schronisko, w Dolinie Kościeliskiej w Tatrach Zachodnich. Wejście do niej położone jest  w Wąwozie Kraków, w stoku opadającym spod Upłazkowej Turni, na wysokości 1298 metrów n.p.m. Jaskinia jest pozioma, a jej długość wynosi 8 metrów.

## Opis jaskini

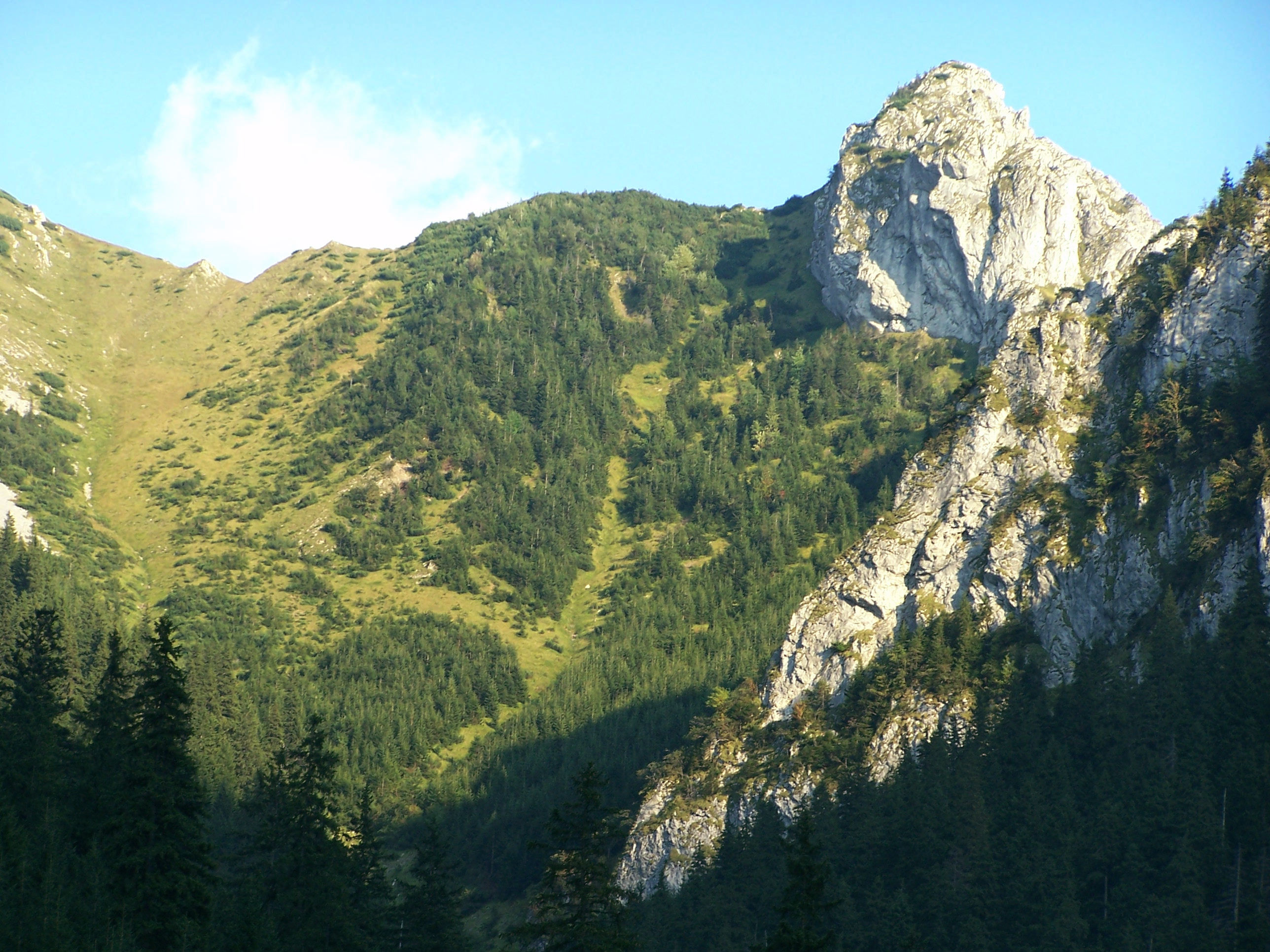
Upłazkowa Turnia

Jaskinię stanowi szczelinowy, wąski i poziomy korytarz zaczynający się w niewielkim otworze wejściowym, a kończący szczeliną nie do przejścia.

## Przyroda
W jaskini można spotkać nacieki grzybkowe. Ściany są mokre, rosną na nich mchy i porosty.

## Historia odkryć
Jaskinia była prawdopodobnie znana od dawna. Pierwszą wzmiankę o niej opublikował Z. Wójcik w 1960 roku.